# Női 100 méteres pillangóúszás a 2013. évi nyári európai ifjúsági olimpiai fesztiválon
A 2013. évi nyári európai ifjúsági olimpiai fesztiválon az úszó versenyszámok közül a női 100 méteres pillangóúszás versenyeit július 18.-án és július 19.-én rendezték Utrechtben.

## Rekordok
A versenyt megelőzően a következő rekordok voltak érvényben:
| EYOF rekord | Silvia Dipietro (Olaszország) | 1:00.60 | Belgrád, Szerbia | 2007 |

## Előfutamok
| H   | Név                       | Nemzet             | E       | Mj |
| --- | ------------------------- | ------------------ | ------- | -- |
| 1.  | Laura Stephens            | Egyesült Királyság | 1:02.37 | Q  |
| 2.  | Aleksandra Chesnokova     | Oroszország        | 1:02.55 | Q  |
| 3.  | Iuliia Stadnik            | Ukrajna            | 1:03.10 | Q  |
| 4.  | Thea Brandauer            | Németország        | 1:03.68 | Q  |
| 5.  | Jessica Lattanzi          | Olaszország        | 1:04.00 | Q  |
| 6.  | Felkai Boglárka Zsuzsanna | Magyarország       | 1:04.58 | Q  |
| 7.  | Marta Cano Minarro        | Spanyolország      | 1:04.71 | Q  |
| 8.  | Diana Naglic              | Szlovénia          | 1:04.74 | Q  |
| 9.  | Emma Reid                 | Írország           | 1:05.07 | Q  |
| 10. | Roosa Moert               | Finnország         | 1:05.16 | Q  |
| 11. | Katsiaryna Kashkouskaya   | Fehéroroszország   | 1:05.52 | Q  |
| 12. | Nitzan Katz Lichtenstein  | Izrael             | 1:05.57 | Q  |
| 13. | Bena Sarapaite            | Litvánia           | 1:05.93 | Q  |
| 14. | Julia Gus                 | Lengyelország      | 1:06.32 | Q  |
| 15. | Stefania Dospin           | Románia            | 1:07.03 | Q  |
| 16. | Pavlina Butalova          | Csehország         | 1:08.33 | Q  |
| 17. | Lucia Simovicova          | Szlovákia          | 1:08.81 | T1 |
| 18. | Beatrice Felici           | San Marino         | 1:10.03 | T2 |
| 19. | Zeynep Serttuerk          | Törökország        | 1:10.37 |    |
| 20. | Mai Riin Salumaa          | Észtország         | 1:17.11 |    |

## Elődöntők
| H   | Név                       | Nemzet             | E       | Mj |
| --- | ------------------------- | ------------------ | ------- | -- |
| 1.  | Aleksandra Chesnokova     | Oroszország        | 1:01.05 | Q  |
| 2.  | Thea Brandauer            | Németország        | 1:02.28 | Q  |
| 3.  | Laura Stephens            | Egyesült Királyság | 1:02.57 | Q  |
| 4.  | Jessica Lattanzi          | Olaszország        | 1:03.33 | Q  |
| 5.  | Iuliia Stadnik            | Ukrajna            | 1:03.60 | Q  |
| 6.  | Marta Cano Minarro        | Spanyolország      | 1:04.00 | Q  |
| 7.  | Felkai Boglárka Zsuzsanna | Magyarország       | 1:04.08 | Q  |
| 8.  | Roosa Moert               | Finnország         | 1:04.44 | Q  |
| 9.  | Diana Naglic              | Szlovénia          | 1:04.52 | T1 |
| 10. | Julia Gus                 | Lengyelország      | 1:04.70 | T2 |
| 11. | Emma Reid                 | Írország           | 1:04.87 |    |
| 12. | Katsiaryna Kashkouskaya   | Fehéroroszország   | 1:06.03 |    |
| 13. | Nitzan Katz Lichtenstein  | Izrael             | 1:06.16 |    |
| 14. | Bena Sarapaite            | Litvánia           | 1:06.18 |    |
| 15. | Stefania Dospin           | Románia            | 1:06.69 |    |
| 16. | Pavlina Butalova          | Csehország         | 1:07.64 |    |

## Döntő
| H     | Név                       | Nemzet             | E       | Mj |
| ----- | ------------------------- | ------------------ | ------- | -- |
| Arany | Aleksandra Chesnokova     | Oroszország        | 1:00.53 | CR |
| Ezüst | Laura Stephens            | Egyesült Királyság | 1:02.22 |    |
| Bronz | Iuliia Stadnik            | Ukrajna            | 1:02.60 |    |
| 4.    | Jessica Lattanzi          | Olaszország        | 1:02.78 |    |
| 5.    | Thea Brandauer            | Németország        | 1:03.04 |    |
| 6.    | Marta Cano Minarro        | Spanyolország      | 1:03.89 |    |
| 7.    | Felkai Boglarka Zsuzsanna | Magyarország       | 1:04.30 |    |
| 8.    | Diana Naglic              | Szlovénia          | 1:04.63 |    |